# Big Chief Russell Moore
Big Chief Russell Moore (Sacaton, 13 augustus 1912 - Nyack (New York), 15 december 1983) was een Amerikaanse jazzmuzikant (zang, trombone) van de hotjazz.

## Biografie
Moore was afkomstig uit de stam van de Pima-indianen. In 1924 vertrok hij naar Blue Island in Illinois en kreeg hij zijn eerste muzikale onderricht van een oom. Hij leerde piano, drums, trompet en bugel en wisselde daarna naar de trombone. Verder onderricht genoot hij aan het Sherman Institute in Californië. Begin jaren 1930 speelde hij eerst met Mexicaanse dansorkesten in Los Angeles. In 1935 was hij bij Lionel Hampton en in 1936 in de bigband van Eddie Barefield. Hij werkte als freelancer en ging in 1939 naar New Orleans, waar hij speelde met  Papa Celestin, Kid Rena, Armand Piron en Paul Barbarin. In 1939 was hij bij Ernie Fields, Harlan Leonard en van 1939 tot 1941 bij Noble Sissle. Van 1944 tot aan de ontbinding in 1947 was hij lid van de bigband van Louis Armstrong. Daarna werkte hij in de dixieland-revival weer als freelancer, vaak in Jimmy Ryan’s in New York.
Steeds weer werkte hij van 1947 tot 1949 en in 1951 ook met Sidney Bechet, met wie hij ook opnam. In 1949 was hij in de Salon du Jazz in Parijs. Daarna had hij eigen bands en speelde hij in 1952 met Ruby Braff en Pee Wee Russell. In 1953 was hij weer in Europa met Mezz Mezzrow, met wie hij ook opnam. In 1954 behoorde hij tot de band van Jimmy McPartland. Hij speelde met Eddie Condon, Wild Bill Davison en andere veteranen van de traditionele jazz. In 1964/1965 was hij de opvolger van Trummy Young bij de Louis Armstrong All Stars (waarmee hij onder andere te gast was in Berlijn), maar vertrok weer voortijdig wegens ziekte. Daarna leidde hij weer eigen bands, waarmee hij vaak speelde in Canada. In 1977 nam hij op met Cozy Cole en in 1981 toerde hij in het Verenigd Koninkrijk met Keith Smith.
In 1953 nam hij op onder zijn eigen naam voor Vogue Records en Trutone Records en in 1973 voor Jazz Art.

## Overlijden
Big Chief Russell Moore overleed in december 1983 op 71-jarige leeftijd.